# آرامگاه آسکیا
آرامگاه آسکیا (انگلیسی: Tomb of Askia) آرامگاهی‌ست که احتمالاً آسکیا محمد اول، یکی از شاخص‌ترین امپراتوران امپراتوری سنغای در آن دفن است و از سال ۲۰۰۴ در فهرست آثار میراث جهانی یونسکو قرار دارد.
این آرامگاه شامل یک مقبره هرمی‌شکل، دو مسجد، یک قبرستان و یک زمین تجمع است. این بنا با ۱۷ متر ارتفاع، بزرگ‌ترین بنای به جا مانده از دوران پیشااستعماری در این منطقه است.
گفته شده‌است که آسکیا محمد، تمام گل و چوب‌های این آرامگاه را در سال ۱۴۹۵ میلادی، در جریان بازگشت از حج، از مکه با خود آورده است. کاروان وی را «هزاران شتر» نوشته‌اند. آسکیا محمد تنها فرد دفن‌شده در داخل مقبره است هر چند که افراد دیگری در محوطه این آرامگاه مدفون هستند.

## نگارخانه

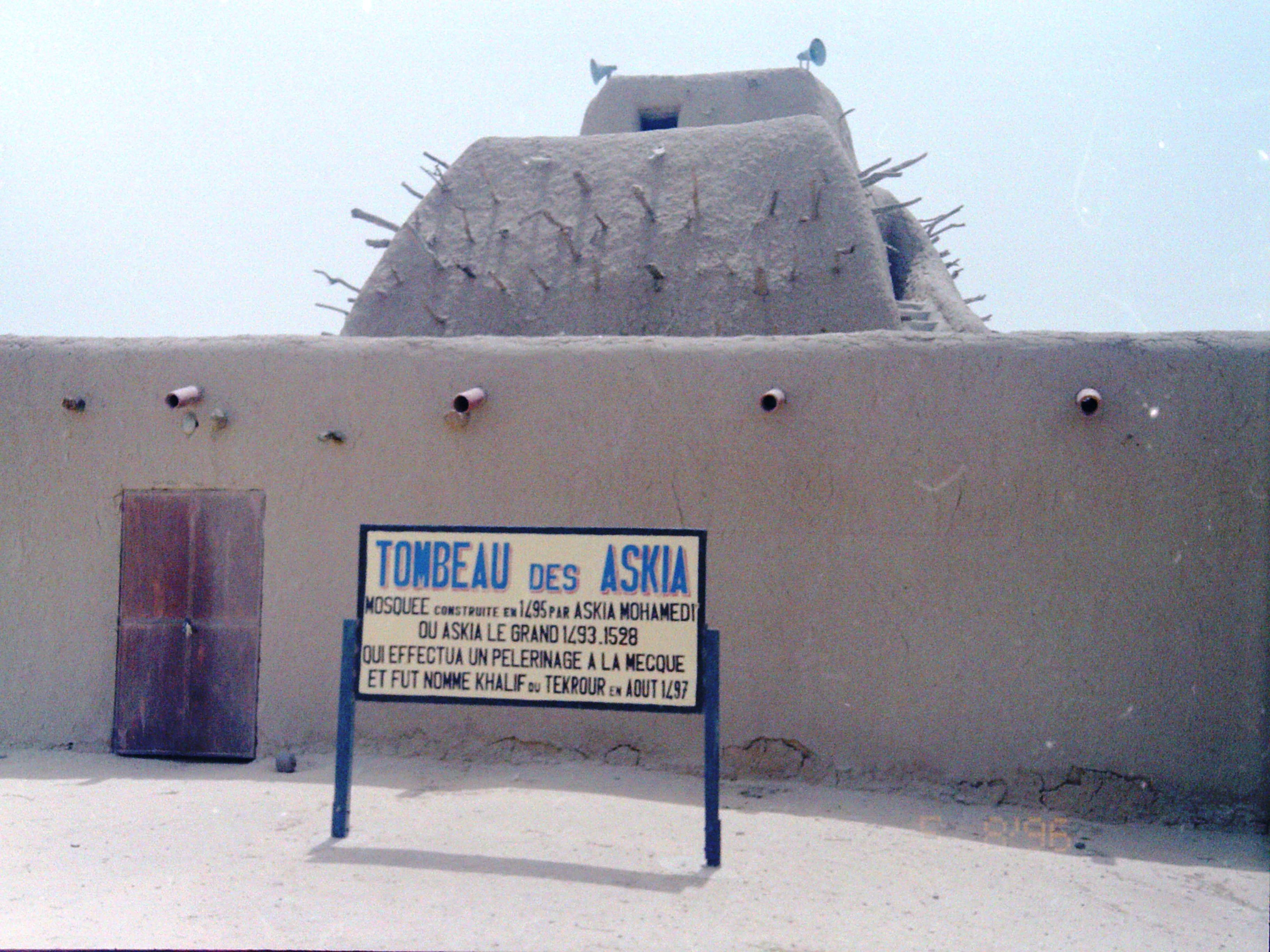
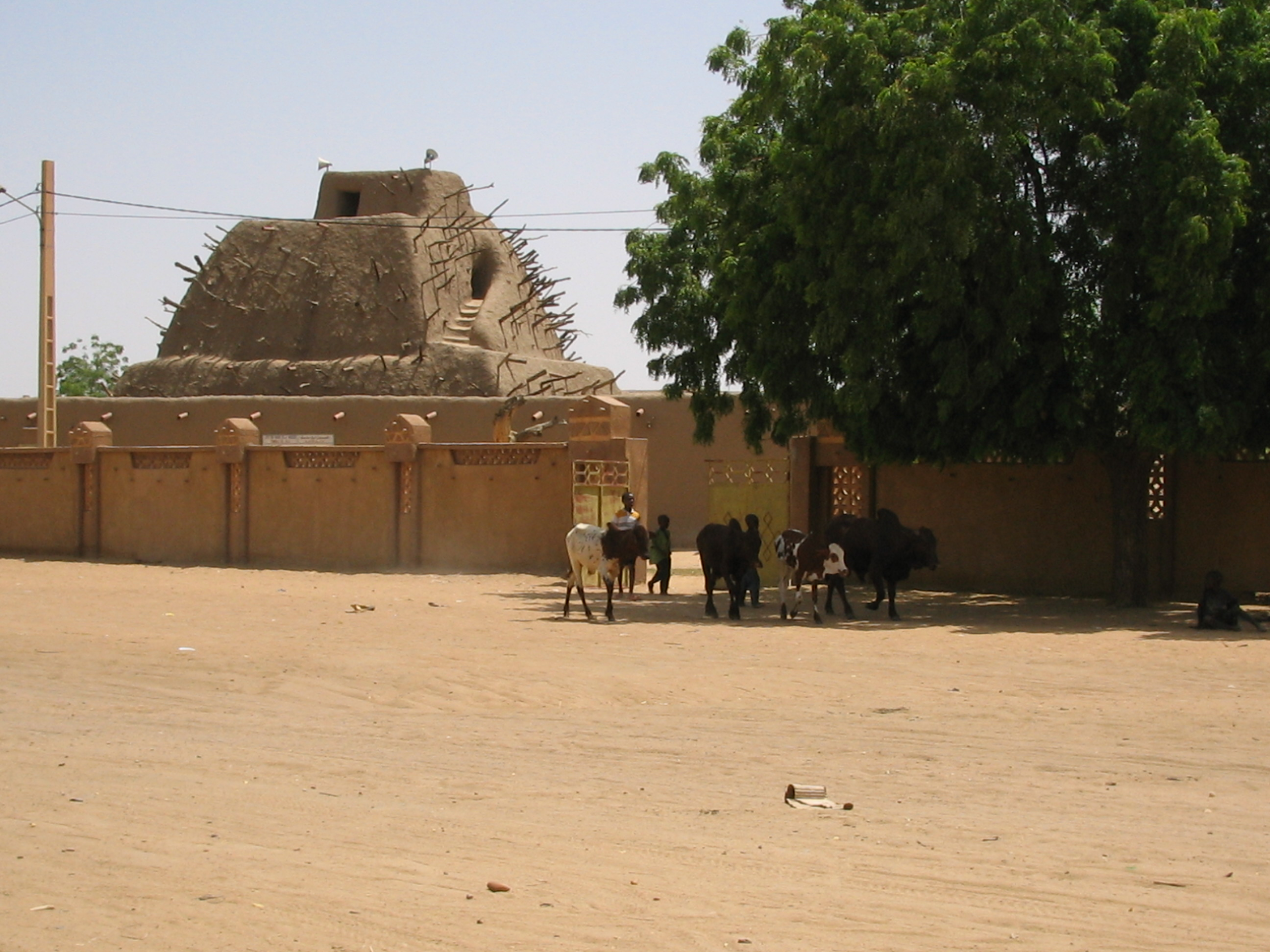